# Simulium timorense
Simulium timorense är en tvåvingeart som beskrevs av Takaoka 2006. Simulium timorense ingår i släktet Simulium och familjen knott. Inga underarter finns listade i Catalogue of Life.